# ビリベルジン
ビリベルジン (Biliverdin) は、ヘモグロビンなどに含まれるヘムの生分解産物の中間体で、緑色のテトラピロール化合物である。ビリベルジンは、緑色の痣の元となる色素である。

## 生理学
ビリベルジンは基本的にはヘム分解に際しての中間体で、古い赤血球が処理され、ヘモグロビンが分解された後にできる。ヘモグロビンはマクロファージによって分解され、そのうちヘムはさらにヘムオキシゲナーゼによりFe2+、一酸化炭素とヘムのポルフィリン環が開環されて直線状の4つのピロール環が連なったテトラピロールの一種である緑色のビリベルジンに分解される。さらにビリベルジンがビリベルジンレダクターゼにより還元されて赤褐色の胆汁色素であるビリルビンとなる。草食動物では胆汁色素としてビリベルジンの方が多い。
ヘムオキシゲナーゼによる反応は、次のとおりである。
ヘム + NADPH + H+ + 3 O2 →  ビリベルジン + Fe2+ + CO + NADP+ + H2O
```
          

      
ヘム
                       
ビリベルジン
```

ビリベルジンはビリベルジンレダクターゼ（BVR）によりビリルビンに還元される。
```
                                                 

                          ビリベルジンレダクターゼ（BVR）
                 ビリベルジン -----------------> 
ビリルビン

                             /                 |
                  H
+
 + NADPH                NADP
+
```

## 疾病での役割
ヒトが肝臓病に罹患すると血液中に大量のビリベルジンが認められるようになる。黄疸は、ビリベルジンとビリルビンの一方または両方が循環器系や組織に蓄積されることによって発生する。黄疸で皮膚や白目が黄色くなったりするのは、肝臓疾患の特徴である。

## 疾患の治療での役割
ビリベルジンは単に血液中のヘムの分解生成物であると見なされていた。しかし、ビリベルジンやその他の胆汁色素は生体内で有用な役割を持っていることが次第に明らかになってきた。
ビリベルジンのような胆汁色素は、元来、有効な抗変異原物質や抗酸化物質として機能し、それゆえ有用な生理作用を担っている。ビリベルジンやビリルビンはペルオキシラジカルのような超酸化物を消去する作用を有している。これらの物質は、往々にして変異原性を有する多環芳香族炭化水素、複素環式化合物のアミン、オキシダントの作用を阻害する能力を有している。また、体中のビリベルジンやビリルビンの濃度が高い人は、癌や循環器疾患の罹患の頻度が低いと認める研究もある
このほかに、ビリベルジンやビリルビンがHIV感染防止に効果があるとする報告や喘息の軽減に効果があるとする報告がある。